# 금창로 (영천시)
금창로(Geumchang-ro)는 대한민국의 경상북도 영천시 금호읍에서 시작하여, 북안면을 거쳐 당리삼거리까지 연결하는 도로이다.

## 노선 경로
- 삼거리 명칭 미상 - 금호로
- 금창교 (금호강)
- 교량 명칭 미상 - 경부고속도로 통과
- 포척교 (대창천)
- 대창삼거리 - 금박로
- 대창교
- 조곡교 (대창천)
- 삼거리 명칭 미상 - 칠백로
- 어방교 (대창천)
- 삼거리 명칭 미상 - 하이브리드로
- 당리삼거리 - 운복로 (지방도 제921호선)

## 주요 건물 및 시설
- 체리푸드 (금창로 165/오계리 9)